# Coniopteryx ralumensis
Coniopteryx ralumensis là một loài côn trùng trong họ Coniopterygidae thuộc bộ Neuroptera. Loài này được Enderlein miêu tả năm 1906.